# سویا فوجیوارا
سویا فوجیوارا (انگلیسی: Soya Fujiwara؛ زادهٔ ۹ سپتامبر ۱۹۹۵) بازیکن فوتبال اهل ژاپن است.